# Eleições parlamentares europeias de 2009 (Chipre)
As eleições parlamentares europeia de 2009 no Chipre, realizaram-se a 6 de junho e, serviram para eleger os 6 deputados nacionais ao Parlamento Europeu.

## Resultados Oficiais
| Partido                 | Partido                                  | Votos   | %               | +/-   | Deputados | +/-     |
| ----------------------- | ---------------------------------------- | ------- | --------------- | ----- | --------- | ------- |
|                         | Aliança Democrática                      | 109 209 | 35,65 / 100,00  | 7,42  | 2 / 6     | Estável |
|                         | Partido Progressista do Povo Trabalhador | 106 922 | 34,90 / 100,00  | 7,01  | 2 / 6     | Estável |
|                         | Partido Democrata                        | 37 625  | 12,28 / 100,00  | 4,81  | 1 / 6     | Estável |
|                         | Movimento pela Social-Democracia         | 30 169  | 9,85 / 100,00   | 0,94  | 1 / 6     | 1       |
|                         | Partido Europeu                          | 12 630  | 4,12 / 100,00   | 6,78  | 0 / 6     | 1       |
|                         | Movimento Ambiental e Ecologista         | 4 602   | 1,50 / 100,00   | 0,64  | 0 / 6     | Estável |
|                         | Outros                                   | 5 168   | 1,69 / 100,00   |       | 0 / 6     |         |
| Votos Inválidos         | Votos Inválidos                          | 6 154   | 1,97 / 100,00   | 2,63  |           |         |
| Total                   | Total                                    | 312 479 | 100,00 / 100,00 |       | 6 / 6     |         |
| Eleitorado/Participação | Eleitorado/Participação                  | 526 060 | 59,40 / 100,00  | 13,10 |           |         |
| Fonte                   | Fonte                                    | [ 1 ]   | [ 1 ]           | [ 1 ] | [ 1 ]     | [ 1 ]   |